# North Down
El districte de North Down és un districte del comtat de Down a Irlanda del Nord amb una població de 78.937 habitants segons el cens de 2011. La seu es troba a Bangor, 20 km a l'est de Belfast amb una població aproximada de 55.000. Un altre centre important és Holywood, 8 km al nord-est de Belfast amb una població aproximada de 10.000 habitants. La major part de la població viu a viles suburbanes al marge nord del Belfast Lough.
El districte consisteix en 4 àrees electorals: Abbey, Ballyholme i Groomsport, Bangor West i Holywood. A les eleccions locals de 2011 foren escollits 25 consellers dels següents partits: 11 Partit Unionista Democràtic, 6 Alliance, 4 Ulster Unionists, 1 Green, i 2 Independents.
El consell de North Down, juntament amb el consell del districte de Carrickfergus són els únics consells d'Irlanda del Nord on els nacionalisme irlandès no hi té representació.
El consell de North Down es va formar durant la reorganització del govern local de 1973 amb els antics districtes urbans de Bangor i Holywood i els districtes rurals de North Dow i part del de Castlereagh.

## Escons obtinguts 1973-2011
|                                        | 1973 | 1977 | 1981 | 1985 | 1989 | 1993 | 1997 | 2001 | 2005 | 2011 |
| -------------------------------------- | ---- | ---- | ---- | ---- | ---- | ---- | ---- | ---- | ---- | ---- |
| Ulster Unionist (UUP)                  | 9    | 7    | 4    | 8    | 5    | 6    | 6    | 8    | 8    | 4    |
| Alliance (APNI)                        | 7    | 7    | 6    | 7    | 4    | 5    | 6    | 5    | 6    | 6    |
| Vanguard (VUPP)                        | 2    | 2    |      |      |      |      |      |      |      |      |
| Loyalist (Loy)                         | 2    |      |      |      |      |      |      |      |      |      |
| Unionist Party of NI (UPNI)            |      | 1    | 1    |      |      |      |      |      |      |      |
| United Unionist (UUUP)                 |      | 1    |      |      |      |      |      |      |      |      |
| Independent Unionist (IU)              |      | 1    | 1    | 1    | 1    | 2    | 1    | 1    | 1    | 1    |
| Democratic Unionist (DUP)              |      |      | 5    | 6    | 4    | 3    | 2    | 5    | 8    | 11   |
| Popular Unionist (UPUP)                |      |      | 3    | 2    | 2    | 2    |      |      |      |      |
| NI Conservatives (Con)                 |      |      |      |      | 6    | 4    | 2    |      |      |      |
| Partit Unionista del Regne Unit (UKUP) |      |      |      |      |      |      | 3    | 2    |      |      |
| Progressive Unionist (PUP)             |      |      |      |      |      |      | 2    |      |      |      |
| Women's Coalition (NIWC)               |      |      |      |      |      |      |      | 1    |      |      |
| Green Party (GP)                       |      |      |      |      |      |      |      |      | 1    | 1    |
| Independent/Altres†                    |      |      |      |      | 2    | 3    | 3    | 3    | 1    | 2    |

† Altres inclou Ann Marie Hillen, qui es presentà amb l'etiqueta Better Bangor Campaign en 1989, i fou escollida aquell any en una elecció parcial. Dels candidats elegits en 1993, un ho fou com a Holywood Pool Campaigner i un altre sota Action '93. Alan Chambers, elegit de 1993 a 2011, es presentava com a Independent a les paperetes, però al web del consell es definia com a Unionista Independent i es presentà amb aquesta marca en 1997. S'ha marcat com a unionista per a totes les eleccions.

## Resultats de les eleccions de 2011
| Partit | Partit                                 | escons | canvi +/- |
| ------ | -------------------------------------- | ------ | --------- |
| •      | Partit Unionista Democràtic            | 11     | +3        |
| •      | Partit de l'Aliança d'Irlanda del Nord | 6      | -         |
| •      | Partit Unionista de l'Ulster           | 4      | -4        |
| •      | Partit Verd d'Irlanda del Nord         | 1      | -         |
| •      | Independent                            | 3      | +1        |

## Alcalde
1981/2: Mary O'Fee, Ulster Popular Unionist
1985/6: Hazel Bradford, Ulster Unionist
1990/2: Denny Vitty, Democratic Unionist
1992/3: Leslie Cree, Ulster Unionist
1993/4: Brian Wilson, Alliance
1994/5: Roy Bradford, Ulster Unionist
1995/6: Susan O'Brien, Alliance
1996/7: Irene Cree, Ulster Unionist
1997/8: Ruby Cooling, Democratic Unionist
1998/9: Marsden Fitzsimons, Alliance
1999/0: Marion Smith, Ulster Unionist
2000/1: Alan Chambers, Independent
2001/2: Ian Henry, Ulster Unionist
2002/3: Alan Graham, Democratic Unionist
2003/4: Anne Wilson, Alliance
2004/5: Valerie Kinghan, Partit Unionista del Regne Unit
2005/6: Roberta Dunlop, Ulster Unionist
2006/7: Alan Leslie, Democratic Unionist
2007/8: Stephen Farry, Alliance
2008/9: Leslie Cree, Ulster Unionist
2009/0: Tony Hill, Alliance
2010/1: John Montgomery, Democratic Unionist
2011/2: James McKerrow, Ulster Unionist
2012/3: Wesley Irvine, Democratic Unionist

## Revisió de l'Administració Pública
En la revisió de l'Administració Pública (RPA), el consell s'ha d'unificar amb el districte d'Ards el 2011 amb una àrea ampliada de 451 km² i una població de 149.567 habitants. Les següents eleccions tindran lloc en maig de 2009, però el 25 d'abril de 2008, Shaun Woodward, Secretari d'Estat per a Irlanda del Nord anuncià que les eleccions de districte programades per a 2009 serien posposades fins a la introducció dels 11 nous consells en 2011. Els canvis planejats foren abandonats en 2010 i les eleccions finalment es van dur a terme en 2011 en el marc de les fronteres existents.